# 黄川郡
黄川郡，中国南北朝时设置的郡。
北魏（一说南朝宋昇明年）置，治所在定安县（今河南省光山县西南）。“州带黄水，因名”（《太平寰宇记》）。辖境约当今河南省光山县西部。属南朔州。南朝梁天监元年（502年）废。